# Trädstumpbagge
Trädstumpbagge, Margarinotus merdarius, är en skalbaggsart som först beskrevs av Hoffmann 1803.  Trädstumpbagge ingår i släktet Margarinotus och familjen stumpbaggar, Histeridae. Arten är reproducerande i Sverige. Inga underarter finns listade i Catalogue of Life.